# ماندو کورپوریشن
ماندو کورپوریشن (کره‌ای: 만도) شرکت قطعات خودروی کره‌ای است، که در سال ۱۹۶۲ توسط این-یانگ چونگ تأسیس شد.